# Vasilij den välsignade
Vasilij den välsignade (ryska: Василий Блаженный/Vasilij Blazjennyj), född i december 1468 eller 1469 nära Moskva i Ryssland, troligen död 2 augusti 1552 eller 1557, är ett rysk-ortodoxt helgon av det slag som benämns "Kristi dåre" (jurodivyj).
Ursprungligen skomakarlärling i Moskva antog Vasilij en excentrisk livsstil som bestod i snatteri för att ge åt dem som behövde – till de snålas skam. Han gick omkring naken och nedtyngd av kedjor. Han gav klander inför tsar Ivan IV av Ryssland för att denne inte var uppmärksam under gudstjänsten och för dennes våldsamhet mot oskyldiga.  

## Vasilijs död
När Vasilij dog den 2 augusti 1552 eller 1557, förrättade metropoliten Makarios hans begravning och tsar Ivan själv deltog som bårbärare och bar hans kista till kyrkogården. Han är numera begravd i Vasilijkatedralen som uppfördes av Ivan till minne av erövringen av Kazan och som senare uppkallades efter Vasilij som formellt kanoniserades omkring 1580.

## Festdag
Vasilij den välsignades festdag infaller den 2 augusti enligt den julianska kalendern (15 augusti enligt den gregorianska).

## Bilder

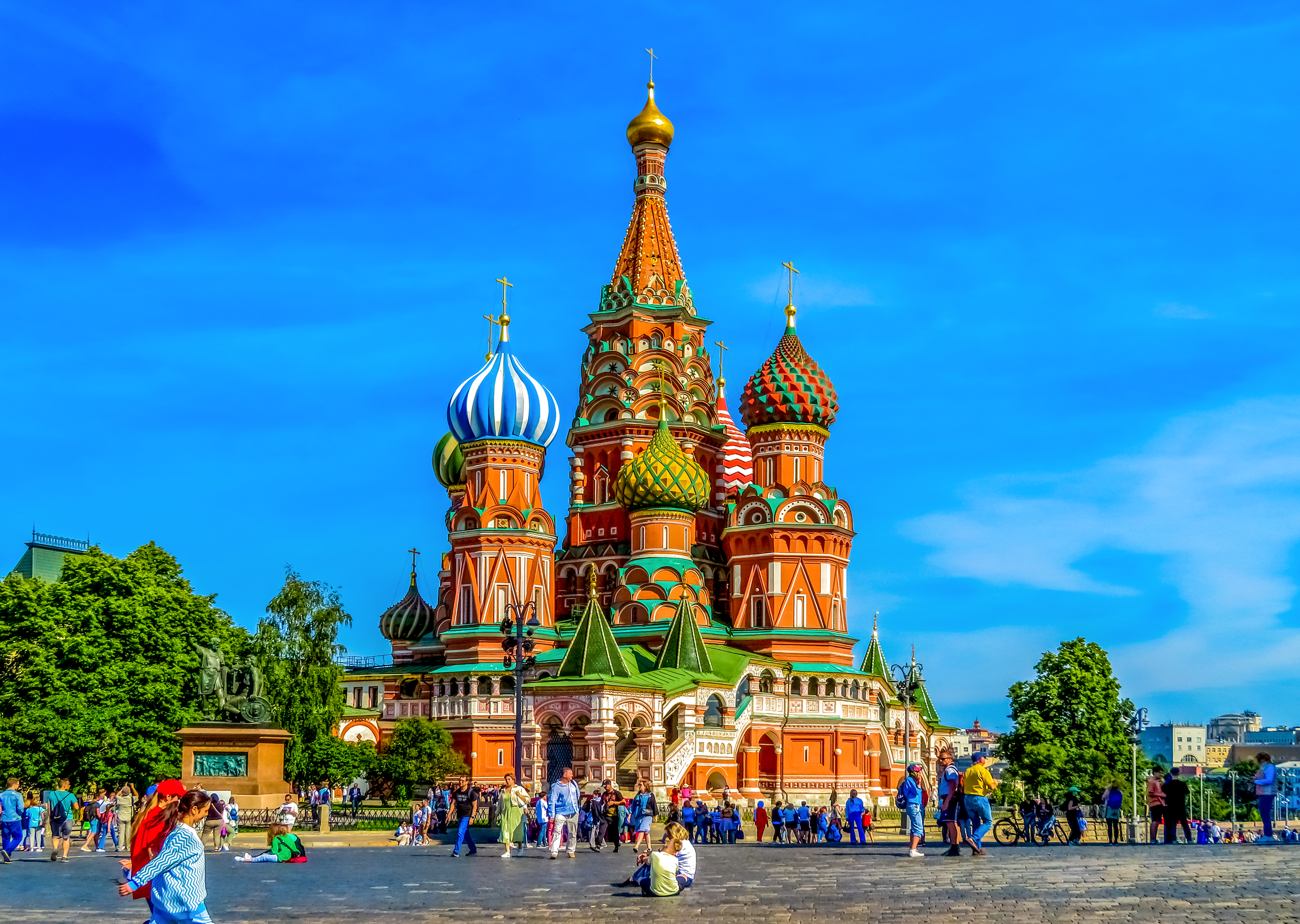
Vasilijkatedralen i Moskva i Ryssland är uppkallad efter Vasilij den välsignade.